# Tituly a vyznamenání Astrid Norské

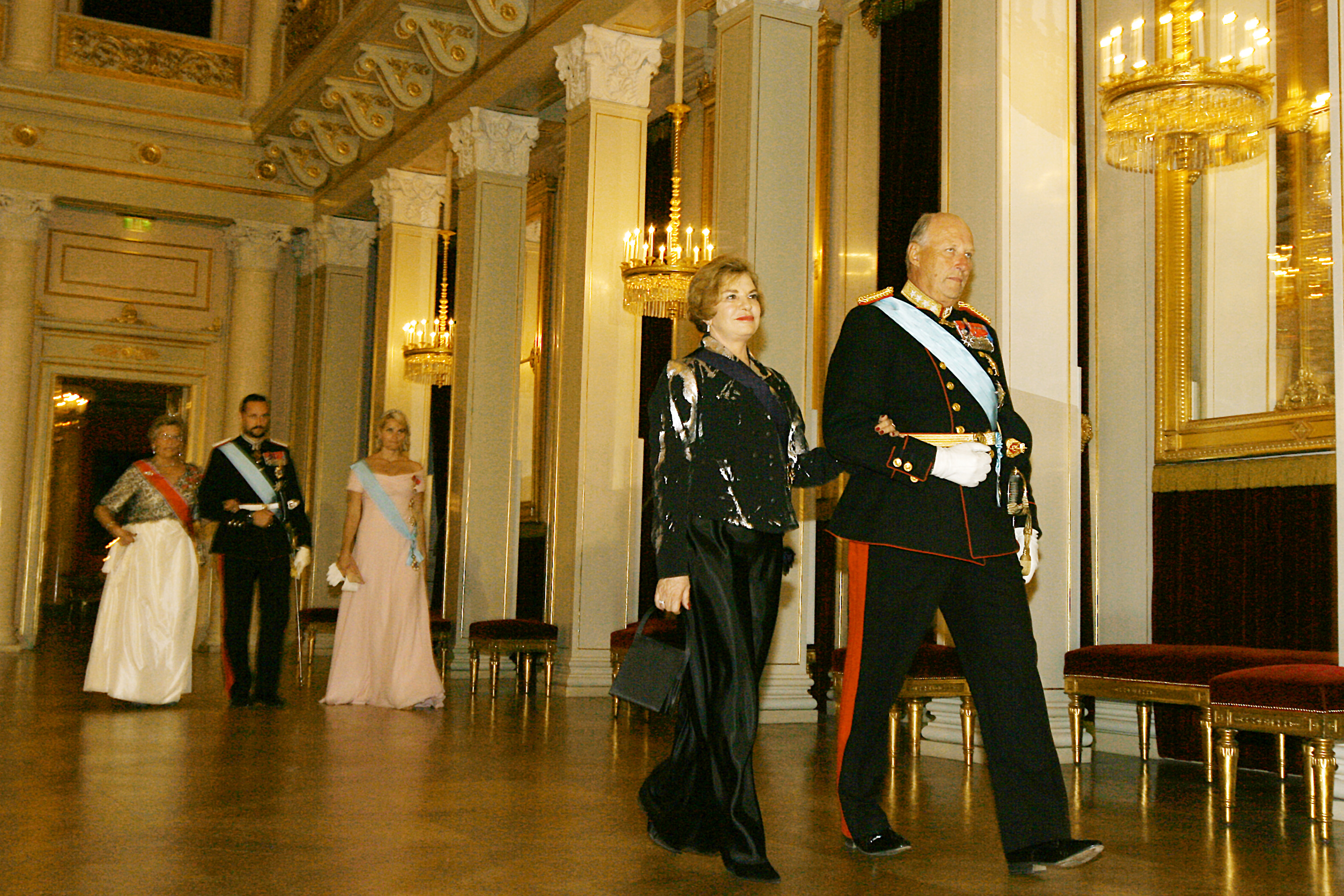
Princezna Astrid (vzadu) se stuhou Řádu svatého Olafa v doprovodu korunního prince Haakona Magnuse a korunní princezny Mette-Marit Norské, 2007

Královský monogram princezny Astrid

Astrid Norská, dcera norského krále Olafa V., obdržela během svého života řadu norských i zahraničních titulů a vyznamenání.

## Tituly
- 12. února 1932 – 12. ledna 1961: Její královská Výsost princezna Astrid Norská
- 12. ledna 1961 – dosud: Její Výsost princezna Astrid, paní Fernerová

## Vyznamenání

### Norská vyznamenání
- rytíř velkokříže s řetězem Řádu svatého Olafa – 1956
- Královský rodinný řád krále Haakona VII.
- Královský rodinný řád krále Olafa V.
- Královský rodinný řád krále Haralda V.
- Jubilejní medaile krále Haakona VII. 1905–1955 – 18. listopadu 1955
- Medaile 100. výročí narození krále Haakona VII. – 3. srpna 1972
- Jubilejní medaile krále Olafa V. 1957–1982 – 21. září 1982
- Pamětní medaile krále Olafa V. – 30 .ledna 1991
- Medaile 100. výročí narození krále Olafa V. – 2. července 2003
- Medaile stého výročí královské rodiny – 18. listopadu 2005
- Jubilejní medaile krále Haralda V. 1991–2016 – 17. ledna 2016[2]

### Zahraniční vyznamenání
- Belgie
  -  velkokříž Řádu koruny – 28. dubna 1997
- Finsko
  -  velkokříž Řádu bílé růže – 8. března 1983
- Francie
  -  velkokříž Národního řádu za zásluhy – 14. května 1984
- Island
  -  velkokříž Řádu islandského sokola – 26. října 1993[3]
- Jordánsko
  -  velkostuha Řádu jordánské hvězdy – 10. dubna 2000
- Lucembursko
  -  velkokříž Řádu Adolfa Nasavského – 2. května 1990
- Německo
  -  velkokříž Záslužného řádu Spolkové republiky Německo – 24. září 1986
- Nizozemsko
  -  rytíř velkokříže Řádu Oranžského
  -  čestný rytíř velkokříže Řádu koruny – 15. dubna 1996
- Portugalsko
  -  velkokříž Řádu za zásluhy – 2. října 1981[4]
- Španělsko
  -  rytíř velkokříže Řádu Isabely Katolické – 12. dubna 1982 – udělil král Juan Carlos I.[5]
- Švédsko
  -  komtur velkokříže Řádu polární hvězdy – 16. března 1960
  -  Medaile k 90. narozeninám krále Gustava V. – 21. května 1948
  -  Medaile k 50. narozeninám krále Karla XVI. Gustava – 30. dubna 1996
- Thajsko
  -  rytíř velkokříže Řádu Chula Chom Klao – 19. června 1960